# Kwabre District
Der Kwabre District ist einer von 138 Distrikten in Ghana. Er ist im Zentrum des Landes in der Ashanti Region gelegen und dort einer von 21 regionalen Distrikten. 
Der Kwabre District grenzt an die Distrikte Atwima Nwabiagya, Ejisu-Juaben, Sekyere East, Afigya Sekyere und Kumasi Metropolitan. Chief Executive über den 356 km² großen Distrikt mit ca. 164.668 Einwohnern ist Alhaji Kwesi Yeboah mit Sitz in der Distrikthauptstadt Mamponteng.

## Geographie
Die Vegetation wird durch Semi-Feuchtwäldern dominiert. Auch Grasland nimmt weite Teile des Distrikts ein. In den Wäldern wachsen auch für den Export verwendete Hartholzarten.
Ein großer Waldbrand im Jahr 1983 hat große Teile der ursprünglichen Regenwaldflächen vernichtet. Heute hat sich bereits ein stabiler Sekundärwald gebildet.

## Bevölkerung
Die Bevölkerung im Distrikt gehört zu 83,5 Prozent den Akanvölkern an. Etwa 10 Prozent der Distriktbevölkerung stammen aus den Völkern aus dem Norden Ghanas.

## Politik
Die Distriktversammlung des Kwabre District (Kwabre District Assembly) ist die höchste Instanz in Politik und Verwaltung. Bis 1988 war der Kwabre District im Agona/Kwabre District mit dem Sitz der Distriktversammlung in Agona eingebunden. Erst die Regierung des 
Provisional National Defense Council (PNDC) gründete mit dem Gesetz Local Government Act 1993 Act 462 den Kwabre District.
Durch ein Executive Committee, dem der Chief Executive vorsteht, werden alle anderen Komitees koordiniert und angewiesen. Im Kwabre District sind die Komitees Wirtschaftliche Entwicklung (Economic Development), Soziale Dienste (Social Services), Arbeit (Works), Finanzen und Verwaltung (Finance and Administration) sowie Justiz und Sicherheit (Justice and Security) besetzt worden.
Weitere Abteilungen sind in den Bereichen Erziehung (Education), Soziales und Gemeinschaftsentwicklung (Social Welfare and Community Development), Arbeit (Works), Bauwesen (Physical Planning), Finanzen (Finance), Katastrophenschutz (Disaster Prevention), Gesundheit (Health), Landwirtschaft (Agriculture) und Sonderabteilung für Aufgaben der Zentralverwaltung (Geburten- und Sterberegister, Informationsdienst, Statistischer Dienst) (Specialized Unit of the Central Administration) gegründet worden.
Im Kwabre District existieren elf Gemeinderäte (Area Councils). Vier Polizeistationen in Mamponteng, Antoa, Kodie und Asonomaso wurden eröffnet.
In ganz Ghana nehmen die traditionellen Herrscher (Chiefs) noch immer eine wichtige Rolle in der Politik und vor allem in der lokalen Politik ein. Im heutigen Kwabre District hat sich in Jahrhunderten eine besondere Struktur der Chiefs herausgebildet. 
Einige traditionelle Herrscher im Distrikt sind Abrempong und sind dem Asantehene verpflichtet. Eine zweite Gruppe der traditionellen Herrscher ist den traditionellen Herrschern aus Kumasi unterworfen. Eine letzte Gruppe der traditionellen Herrscher im Distrikt sind den Paramount Chiefs in Mampong oder Nsuta unterstellt.

## Gesundheit
Im Jahr 1990 wurde im Kwabre District erstmals die Immunschwächekrankheit AIDS diagnostiziert. Im Jahr 2003 wurden 23 Fälle von AIDS in der Bevölkerung des Distriktes festgestellt, 2004 stieg die Zahl auf 72 und 2005 auf 84 Fälle. 

## Wahlkreise
Im Distrikt Kwabre bestehen zwei Wahlkreise. Im Wahlkreis Kwabre West errang bei den Parlamentswahlen 2004 Emmanuel Asamoa Owusu-Ansah für die New Patriotic Party (NPP) den Sitz im ghanaischen Parlament. Für den Wahlkreis Kwabre East wurde Kofi Frimpong von der NPP gewählt.

## Wichtige Ortschaften
| - Atimatim - Mamponteng - Aboaso - Ntonso - Kenyasi - Afrantwo - Abira | - Kasaam - Ankaase - Meduma - Old Asonomaso - Adanwomase - Adwumakase-Kese - Nkukua Bouho | - New Asonomaso - Antoa - Safo - Fawoade - Sokora Wonoo |